# Slapstick
Slapstick er en filmkomedie med karikeret brutal vold. Begrebet kan også bruges om denne form for humor.
Harlikins brix (klaptræ) har givet navn til begrebet.

## Filmeksempler
Eksempler på slapstickfilm er Charlie Chaplins tidlige stumfilm‚ hvor personerne kastede kager på hinanden, blev slået i hovedet med stegepander, deltog i voldsomme slagsmål eller kørte galt med biler i fuld fart. Også Brødrene Marx brugte slapstick og crazykomik i deres farcer i 1930'erne. Det dramaturgiske begreb blev videreført i komiske tegnefilm som Tom og Jerry‚ hvor billederne ofte blev ledsaget af stærke lydeffekter. Slapstickhumor er i dag erstattet af "gladvold",[kilde mangler] det vil sige unaturlig voldsomme scener i blandt andet italienske og spanske western-parodier og amerikanske familie- og actionkomedier som Alene hjemme og andre.
Inden for realfilm blev det især screwball comedy, der fik overtaget med lydfilmens fremkomst.